# Konrad Owczarek
Konrad Owczarek (ur. 11 grudnia 1987) – polski lekkoatleta specjalizujący się w skoku wzwyż.

## Osiągnięcia
Po kilku latach występów w skoku wzwyż postanowił spróbować swoich sił w dziesięcioboju – w październiku 2009 podczas rywalizacji wieloboistów ustanowił niespodziewanie rekord życiowy w skoku wzwyż (2,20 m), czym zwrócił uwagę trenera Polskiej kadry skoczków – Lecha Krakowiaka. 19 czerwca 2010 Owczarek ustanowił nowy rekord życiowy – 2,28 m; który to wynik zapewnił mu start w mistrzostwach Europy w Barcelonie. Debiut na dużej seniorskiej imprezie międzynarodowej zakończył na eliminacjach – zajął 16. miejsce z wynikiem 2,19 m.
W 2005 roku zdobył brązowy medal podczas halowych mistrzostw Polski w kategorii juniorów. Dwukrotny wicemistrz Polski Akademickiego Związku Sportowego (Warszawa 2009 oraz Biała Podlaska 2010). Złoty medalista młodzieżowych mistrzostw Polski w 2009 roku. Srebrny medalista mistrzostw Polski seniorów (2010) oraz halowych mistrzostw kraju (2011).

## Rekordy życiowe
- skok wzwyż na stadionie – 2,28 m (19 czerwca 2010, Kutno) – 17. wynik w historii polskiej lekkoatletyki[1]
- skok wzwyż w hali – 2,20 m (29 stycznia 2011, Hustopeče i 12 lutego 2011, Spała)